# Stodulți, Jmerînka
Stodulți (în ucraineană Стодульці) este localitatea de reședință a comunei Stodulți din raionul Jmerînka, regiunea Vinnița, Ucraina.

## Demografie
Componența lingvistică a localității Stodulți
     Ucraineană (99,44%)
     Alte limbi (0,56%)
Conform recensământului din 2001, majoritatea populației localității Stodulți era vorbitoare de ucraineană (99,44%), existând în minoritate și vorbitori de alte limbi.